# Paolo Lega
Paolo Lega foi um anarquista ilegalista nascido na Itália que, em 16 de Junho de 1894, tentou assassinar com um tiro o presidente do Conselho Italiano Francesco Crispi em uma das ruas da cidade de Roma. Lega errou o disparo acertando a lateral do carro ao invés de Crispi. Foi condenado a 20 anos de prisão. 